# Liste der Kulturgüter in Chevroux
Die Liste der Kulturgüter in Chevroux enthält alle Objekte in der Gemeinde Chevroux im Kanton Waadt, die gemäss der Haager Konvention zum Schutz von Kulturgut bei bewaffneten Konflikten, dem Bundesgesetz vom 20. Juni 2014 über den Schutz der Kulturgüter bei bewaffneten Konflikten sowie der Verordnung vom 29. Oktober 2014 über den Schutz der Kulturgüter bei bewaffneten Konflikten unter Schutz stehen.
Objekte der Kategorie A sind im Gemeindegebiet nicht ausgewiesen, Objekte der Kategorie B sind vollständig in der Liste enthalten, Objekte der Kategorie C fehlen zurzeit (Stand: 13. Oktober 2021).

## Kulturgüter
| Foto |                                                                                              | Objekt | Kat. | Typ | Standort        | Beschreibung                                                        |
| ---- | -------------------------------------------------------------------------------------------- | --- | ---- | --- | --------------- | ------------------------------------------------------------------- |
| BW   | Datei hochladen · Wikidata zu Neolithische und bronzezeitliche Seeufersiedlungen (Q29890672) | Village, neolithisch-bronzezeitliche Seeufersiedlung / Village, station lacustre néolithique et de l’âge de bronze KGS-Nr.: 5995        | A    | F   | 559000 / 193650 | Teil des UNESCO-Welterbes «Prähistorische Pfahlbauten um die Alpen» |
| BW   | Datei hochladen                                                                              | La Bessime, neolithisch-bronzezeitliche Seeufersiedlung / La Bessime, station lacustre néolithique et de l’âge de bronze KGS-Nr.: 16729 | A    | F   | 558430 / 193060 | Teil des UNESCO-Welterbes «Prähistorische Pfahlbauten um die Alpen» |